# Cup of China 2020
Cup of China 2020 (oryg. SHISEIDO Cup of China) – drugie w kolejności zawody łyżwiarstwa figurowego z cyklu Grand Prix 2020/2021. Zawody odbyły się od 4 do 8 listopada 2020 roku w hali Chongqing Huaxi Culture and Sports Center w Chongqing.
Ze względu na pandemię COVID-19 i ograniczenia w podróżowaniu międzynarodowym, Rada ISU zadecydowała, że we wszystkich zawodach z cyklu Grand Prix 2020/2021 wystąpią jedynie zawodnicy krajowi i ci, którzy trenują w danym kraju lub regionie geograficznym. Mając na uwadze krajowy charakter zawodów, Rada Międzynarodowej Unii Łyżwiarskiej zadecydowała również, że osiągnięte podczas tej edycji wyniki nie będą miały wpływu na pozycję w rankingu światowym, jak również nie będą brane pod uwagę jako minimalna ocena techniczna (TES) osiągnięta na międzynarodowych zawodach pod patronatem ISU. Ponadto osiągniętych wyników punktowych nie zaliczano do oficjalnych rekordów życiowych bądź rekordów świata.
Zawody były całkowicie krajowe, wzięli w nich udział tylko reprezentanci Chin. W konkurencji solistów zwyciężył Jin Boyang, zaś wśród solistek Chen Hongyi. W parach sportowych triumfowali Peng Cheng i Jin Yang, zaś w parach tanecznych Wang Shiyue i Liu Xinyu.

## Terminarz
| Data        | Godzina                     | Konkurencja   | Segment          |
| ----------- | --------------------------- | ------------- | ---------------- |
| 6 listopada | 15:30 UTC+08:00 / 08:30 CET | Pary taneczne | Taniec rytmiczny |
| 6 listopada | 16:40 UTC+08:00 / 09:40 CET | Solistkicc    | Program krótki   |
| 6 listopada | 18:00 UTC+08:00 / 11:00 CET | Soliści       | Program krótki   |
| 6 listopada | 19:20 UTC+08:00 / 12:00 CET | Pary sportowe | Program krótki   |
| 7 listopada | 14:30 UTC+08:00 / 07:30 CET | Pary taneczne | Taniec dowolny   |
| 7 listopada | 15:45 UTC+08:00 / 08:45 CET | Solistki      | Program dowolny  |
| 7 listopada | 17:10 UTC+08:00 / 10:10 CET | Soliści       | Program dowolny  |
| 7 listopada | 18:35 UTC+08:00 / 11:35 CET | Pary sportowe | Program dowolny  |

## Wyniki

### Soliści
| Poz. | Zawodnik     | Nota łączna | SP | SP     | FS | FS     |
| ---- | ------------ | ----------- | -- | ------ | -- | ------ |
| 1    | Jin Boyang   | 290,89      | 1  | 103,94 | 1  | 186,95 |
| 2    | Yan Han      | 264,81      | 2  | 92,56  | 2  | 172,25 |
| 3    | Chen Yudong  | 226,21      | 3  | 75,74  | 3  | 150,47 |
| 4    | Zhang He     | 209,74      | 4  | 69,68  | 4  | 140,06 |
| 5    | Peng Zhiming | 196,28      | 5  | 69,16  | 5  | 127,12 |
| 6    | Xu Juwen     | 178,00      | 6  | 61,96  | 6  | 116,04 |

### Solistki
| Poz. | Zawodniczka  | Nota łączna | SP | SP    | FS | FS     |
| ---- | ------------ | ----------- | -- | ----- | -- | ------ |
| 1    | Chen Hongyi  | 186,53      | 1  | 64,63 | 1  | 121,90 |
| 2    | Angel Li     | 148,33      | 2  | 49,94 | 2  | 98,39  |
| 3    | Jin Minzhi   | 135,43      | 3  | 47,75 | 4  | 87,68  |
| 4    | Zhang Siyang | 128,20      | 4  | 39,80 | 3  | 88,40  |
| 5    | Zheng Lu     | 86,48       | 5  | 29,84 | 5  | 56,64  |

### Pary sportowe
| Poz. | Zawodnicy                  | Nota łączna | SP | SP    | FS | FS     |
| ---- | -------------------------- | ----------- | -- | ----- | -- | ------ |
| 1    | Peng Cheng / Jin Yang      | 223,90      | 1  | 75,62 | 1  | 148,28 |
| 2    | Wang Yuchen / Huang Yihang | 175,40      | 2  | 63,56 | 2  | 111,84 |
| 3    | Zhu Daizifei / Liu Yuhang  | 140,37      | 3  | 54,37 | 3  | 86,00  |

### Pary taneczne
| Poz. | Zawodnicy                | Nota łączna | RD | RD    | FD | FD     |
| ---- | ------------------------ | ----------- | -- | ----- | -- | ------ |
| 1    | Wang Shiyue / Liu Xinyu  | 206,84      | 1  | 84,23 | 1  | 122,61 |
| 2    | Chen Hong / Sun Zhuoming | 192,26      | 2  | 76,57 | 2  | 115,69 |
| 3    | Ning Wanqi / Wang Chao   | 171,90      | 3  | 69,07 | 3  | 102,83 |
| 4    | Guo Yuzhu / Zhao Pengkun | 162,36      | 4  | 65,01 | 4  | 97,35  |
| 5    | Lin Yufei / Gao Zijian   | 142,33      | 5  | 56,80 | 5  | 85,53  |